# Пеулоая
Пеулоая (рум. Păuloaia) — село у повіті Муреш в Румунії. Входить до складу комуни Гургіу.
Село розташоване на відстані 279 км на північ від Бухареста, 37 км на північний схід від Тиргу-Муреша, 97 км на схід від Клуж-Напоки, 139 км на північний захід від Брашова.

## Населення
За даними перепису населення 2002 року у селі проживали 269 осіб, з них 268 осіб (99,6%) румунів. Рідною мовою 268 осіб (99,6%) назвали румунську.